# VMFA-142
Escadron de chasseur d'attaque 142 (USMC)
Le Marine Fighter Attack Squadron 142 ou VMFA-142, connu sous le nom de "Flying Gators", était une unité aérienne de l'United States Marine Corps Reserve qui a été active de 1942 à 2008. Au moment de son inactivation, l'escadron était basé à Naval Air Station Atlanta (en), en Géorgie et était sous le commandement du Marine Aircraft Group 42 (en) (MAG- 42), 4th Marine Aircraft Wing (4th MAW). En raison d'une réorganisation au sein de l'aviation maritime, l'escadron a déménagé à Naval Air Station Fort Worth au Texas et a été placé dans un statut de cadre sous Marine Aircraft Group 41. Leur code de queue était MB, puis AF.

## Historique

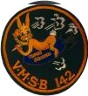
Insigne du VMSB-142

Le MFA-142 a été activé le 1er mars 1942 au Camp Kearny (en), en Californie, sous le nom de Marine Scout Bombing Squadron 142 (VMSB-142), à la Fleet Marine Force. Il a pris le nom de Marine Fighter Squadron 142, en septembre 1953 et Marine Attack Squadron 142 (VMA-142) en mars 1959 et transféré au Naval Air Station Jacksonville.
L'escadron est passé de l'A-4M Skyhawk II au F/A-18A Hornet et a été officiellement renommé le 21 décembre 1990 sous le nom de Marine Fighter Attack Squadron 142 (VMFA-142).
En février 2005, le VMFA-142 est devenu la première unité de chasse de réserve marine à voilure fixe activée au combat depuis la guerre de Corée. Ils se sont déployés à l'appui de l'opération Iraqi Freedom et ont servi à la base aérienne Al-Asad, fournissant un soutien au combat dans la province d'Al Anbar en Irak jusqu'en septembre 2005.